# Islandtief

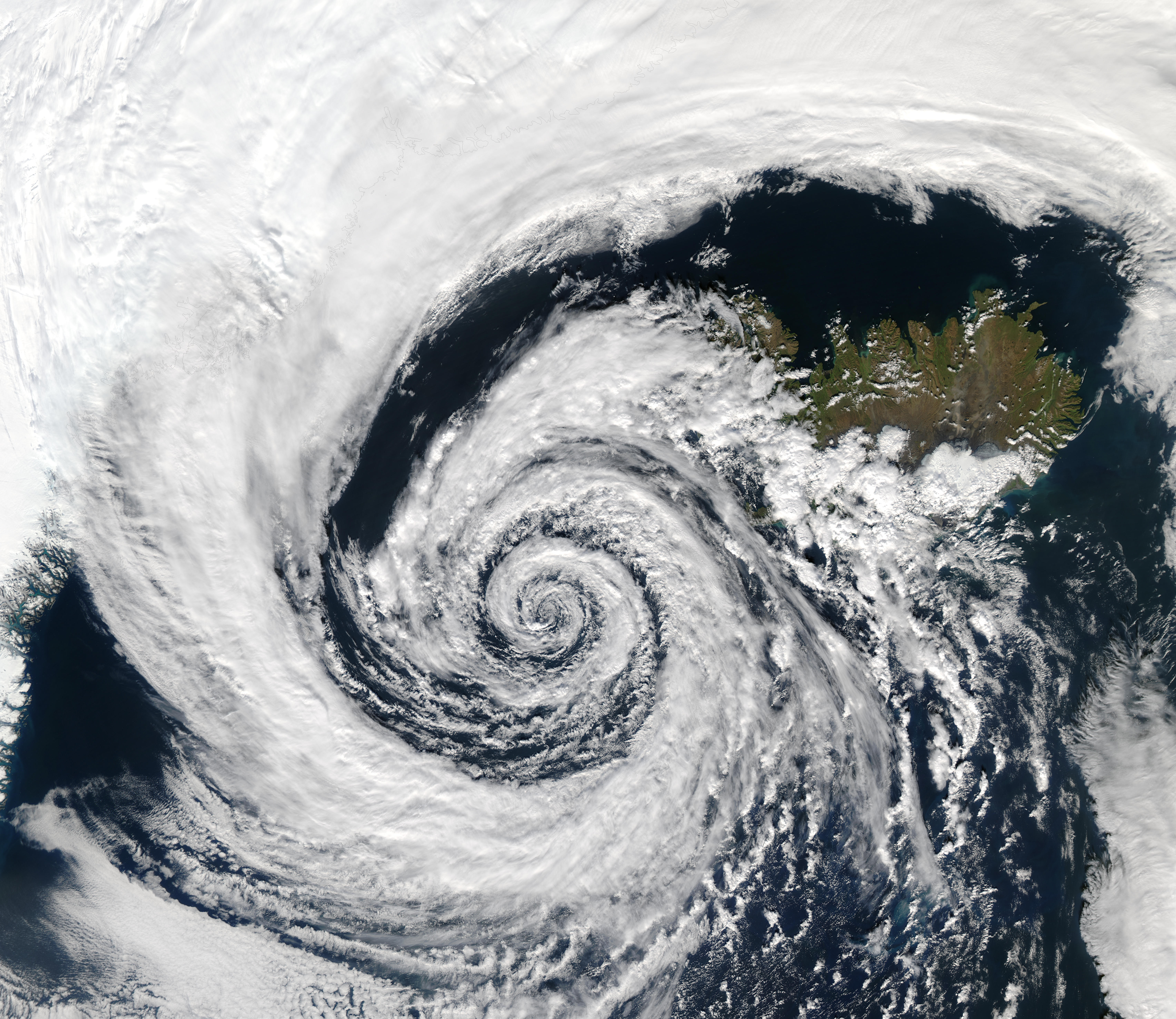
Islandtief, aufgenommen am 4. September 2003 vom Aqua-Satelliten

Das Islandtief ist ein über dem Nordatlantik im Bereich von Island nahezu ständig ausgebildetes Tiefdruckgebiet innerhalb der planetarischen Frontalzone. Es ist ein für Europa wetterwirksames Aktionszentrum, durch das vor allem der west- und nordwesteuropäische Raum den überwiegenden Teil seiner Niederschläge erhält. In den Wintermonaten führt seine besondere Ausprägung zu orkanartigen Luftbewegungen im Bereich der Nordsee.

## Entstehung
Auch wenn es so scheinen mag, ist das Islandtief nicht stationär, sondern wandert, wie jedes andere Tiefdruckgebiet, mit der Höhenströmung. Den Status eines Aktionszentrums verdankt es vor allem dem fast immergleichen Entstehungsort (Island) und den ähnlichen Entstehungsbedingungen. So ist das Aufeinandertreffen von kontinentaler Kaltluft (Neufundland, Grönland) und der warmen Strömung des Golfstroms von entscheidender Bedeutung. Da dort Warmluft auf Kaltluft aufgleitet, verwirbelt sich die Mischluft und bildet so ein Tief.

## Lage
Da das Islandtief nicht stationär ist, verändert sich seine Lage im Jahreslauf auf dem Atlantik. Aufgrund des geringeren Energiedefizits am Nordpol liegt das Tief im Sommer in der Labradorsee. Im Winter dagegen ist es meist südöstlich von Island im Europäischen Nordmeer anzutreffen.
In Folge der Westwinddrift wandert es nach Osten ab und ist damit Ausgang der meisten für das nördliche Europa wetterbestimmenden Formen der Atlantiktiefs (Jütland-, Skagerrak-, Süd- und Nord-Skandinavien-Typen).